# Album più venduti in Nuova Zelanda
La seguente lista contiene gli album più venduti di sempre in Nuova Zelanda, sulla base delle certificazioni concesse dalla Recorded Music NZ (RMNZ).
Secondo la definizione della RMNZ, viene considerata album una qualsiasi pubblicazione contenente almeno 5 brani o che abbia una durata totale non inferiore ai 25 minutes. Le certificazioni di Platino vengono concesse con la vendita di almeno 15 000 unità. In origine, quando vennero introdotte le certificazioni nel 1978, per ottenere il Platino erano necessarie 20 000 unità vendute. La soglia è stata diminuita nel 1992.
Gli album più venduti in Nuova Zelanda, sulla base delle certificazioni della RMNZ, sono The Best of ABBA (1975) della band svedese ABBA e Brothers in Arms (1985) del gruppo britannico Dire Straits, entrambi certificati 24 volte Platino. I Pink Floyd e Ed Sheeran sono gli unici due a comparire più di una volta nella lista. Hayley Westenra è l'unica cantante neozelandese a comparire nella lista.

## Album più venduti
| N. | Album                                                 | Artista/i                  | Pubblicazione | Certificazioni (in Platino) | Unità vendute | Fonte/i     |
| -- | ----------------------------------------------------- | -------------------------- | ------------- | --------------------------- | ------------- | ----------- |
| 1  | The Best of ABBA                                      | ABBA                       | 1975          | 24                          | 360 000       | [ 2 ]       |
| 1  | Brothers in Arms                                      | Dire Straits               | 1985          | 24                          | 360 000       | [ 2 ]       |
| 3  | Come On Over                                          | Shania Twain               | 1997          | 21                          | 315 000       | [ 3 ]       |
| 4  | Legend                                                | Bob Marley and the Wailers | 1984          | 20                          | 300 000       | [ 2 ]       |
| 5  | Bat Out of Hell                                       | Meat Loaf                  | 1977          | 17                          | 255 000       | [ 2 ]       |
| 5  | Born in the U.S.A.                                    | Bruce Springsteen          | 1984          | 17                          | 255 000       | [ 4 ]       |
| 7  | ABBA Gold: Greatest Hits                              | ABBA                       | 1992          | 16                          | 240 000       | [ 3 ] [ 4 ] |
| 7  | The Dark Side of the Moon                             | Pink Floyd                 | 1973          | 16                          | 240 000       | [ 2 ]       |
| 9  | 1                                                     | The Beatles                | 2000          | 15                          | 225 000       | [ 3 ]       |
| 9  | ÷                                                     | Ed Sheeran                 | 2017          | 15                          | 225 000       | [ 4 ]       |
| 11 | Jagged Little Pill                                    | Alanis Morissette          | 1995          | 14                          | 210 000       | [ 2 ]       |
| 11 | Jeff Wayne's Musical Version of The War of the Worlds | Jeff Wayne                 | 1978          | 14                          | 210 000       | [ 2 ]       |
| 11 | The Joshua Tree                                       | U2                         | 1987          | 14                          | 210 000       | [ 2 ]       |
| 11 | The Wall                                              | Pink Floyd                 | 1979          | 14                          | 210 000       | [ 2 ]       |
| 15 | 21                                                    | Adele                      | 2011          | 13                          | 195 000       | [ 4 ]       |
| 15 | Rumours                                               | Fleetwood Mac              | 1977          | 13                          | 195 000       | [ 5 ]       |
| 15 | ×                                                     | Ed Sheeran                 | 2014          | 13                          | 195 000       | [ 4 ]       |
| 18 | Christmas                                             | Michael Bublé              | 2011          | 12                          | 180 000       | [ 2 ]       |
| 18 | Come Away with Me                                     | Norah Jones                | 2002          | 12                          | 180 000       | [ 2 ]       |
| 18 | Falling into You                                      | Celine Dion                | 1996          | 12                          | 180 000       | [ 2 ]       |
| 18 | The Phantom of the Opera                              | AA.VV                      | 1987          | 12                          | 180 000       | [ 2 ]       |
| 18 | Pure                                                  | Hayley Westenra            | 2003          | 12                          | 180 000       | [ 3 ]       |
| 18 | Thriller                                              | Michael Jackson            | 1982          | 12                          | 180 000       | [ 3 ]       |